# بن دودول
بن دودول (انگلیسی: Ben Dodwell; ۱۷ آوریل ۱۹۷۲ – ) قایقران روئینگ اهل استرالیا بود.
وی در مسابقات کشوری و بین‌المللی در مجموع برندهٔ ۲ مدال نقره، ۱ مدال برنز شده‌است.